# أغنية الغراب
أغنية الغراب هو فيلم سعودي روائي طويل، من إخراج المخرج محمد السلمان، اختارته هيئة الأفلام السعودية لتمثيل السعودية رسميًّا في مسابقة الأوسكار عن فئة أفضل فيلم دولي، بعد ترشيح اللجنة السعودية الخاصة بالأوسكار له، ويحكي الفيلم قصة بطل يجد نفسه في مواجهة أفكار ومجموعات ثقافية متعددة، وهذا ما يحدث عادة في العواصم الكبرى لاختلاف الشرائح السكانية وتعدد الثقافات.
بدأ عرضه في صالات السينما السعودية في 18 مايو 2023م، وأعلنت منصة «نتفليكس» عن بدء عرضه من يوم 20 يوليو 2023م.

## الجوائز
حصل على ثلاث جوائز في الدورة التاسعة من مهرجان أفلام السعودية 2023 فئة الأفلام الطويلة:
- النخلة الذهبية لجائزة لجنة التحكيم.
- النخلة الذهبية لأفضل ممثل (عصام عواد).
- النخلة الذهبية لأفضل تصوير سينمائي.[5]

## طاقم الفيلم
- عاصم العواد (دور: ناصر).
- إبراهيم خير الله.
- عبد الله الجفال.[6]